# Погожеля
Погожеля (пол. Pogorzela)  —  город  в Польше, входит в Великопольское воеводство,  Гостыньский повят.  Имеет статус городско-сельской гмины. Занимает площадь 4,34 км². Население 1958 человек (на 2004 год).